# Fußball-Regionalliga 2015/16
Die Saison 2015/16 der Regionalliga war  die achte Saison der Fußball-Regionalliga als vierthöchste Spielklasse in Deutschland.

## Regionalligen
- Regionalliga Bayern 2015/16 mit 18 Mannschaften aus dem Bayerischen Fußball-Verband (BFV)
- Regionalliga Nord 2015/16 mit 18 Mannschaften aus dem Norddeutschen Fußball-Verband (NFV)
- Regionalliga Nordost 2015/16 mit 18 Mannschaften aus dem Nordostdeutschen Fußballverband (NOFV)
- Regionalliga Südwest 2015/16 mit 18 Mannschaften aus dem Fußball-Regional-Verband Südwest und dem Süddeutschen Fußball-Verband (SFV) mit Ausnahme des Bayerischen Fußball-Verbandes
- Regionalliga West 2015/16 mit 19 Mannschaften aus dem Westdeutschen Fußball- und Leichtathletikverband (WFLV)

## Aufstiegsspiele
An den Aufstiegsspielen zur 3. Liga nahmen die Meister der fünf Regionalligen und der Vizemeister der Regionalliga Südwest teil. Die Sieger der drei ausgelosten Aufstiegsspiele mit Hin- und Rückspiel stiegen auf. Ein Aufeinandertreffen der beiden Qualifikanten der Regionalliga Südwest war nicht möglich.
Bei einem Teilnahmeverzicht von Mannschaften, oder falls sich aus einer Regionalliga keine Mannschaft sportlich qualifiziert, werden Freilose vergeben.
Folgende Mannschaften qualifizierten sich sportlich für die Aufstiegsspiele:
- Meister der Regionalliga Bayern: SSV Jahn Regensburg
- Meister der Regionalliga Nord: VfL Wolfsburg II
- Meister der Regionalliga Nordost: FSV Zwickau
- Meister der Regionalliga Südwest: SV Waldhof Mannheim
- Vizemeister der Regionalliga Südwest: SV Elversberg
- Meister der Regionalliga West: Sportfreunde Lotte

Die Auslosung fand am 3. April 2016 nach der Regionalligapartie zwischen dem TSV Buchbach und SSV Jahn Regensburg live auf Sport1 statt. Die Hinspiele fanden am 25. Mai und die Rückspiele am 29. Mai statt.
|                    | Gesamt |                     | Hinspiel  | Rückspiel |
| ------------------ | ------ | ------------------- | --------- | --------- |
| VfL Wolfsburg II   | 1:2    | SSV Jahn Regensburg | 1:0 (1:0) | 0:2 (0:0) |
| Sportfreunde Lotte | 2:0    | SV Waldhof Mannheim | 0:0       | 2:0 (2:0) |
| SV Elversberg      | 1:2    | FSV Zwickau         | 1:1 (0:0) | 0:1 (0:0) |